# Walter Leinweber
Walter Leinweber (Füssen, 18 aprile 1907 – Füssen, 2 marzo 1997) è stato un hockeista su ghiaccio tedesco.

## Palmarès

### Olimpiadi invernali
- Bronzo a Lake Placid 1932 nell'hockey su ghiaccio.